# 清水エイジェンシー
有限会社清水エイジェンシー（しみずエイジェンシー）とは日本の芸能事務所である。所在地は東京都新宿区。

## 概要
本事務所はあのねのね事務所から独立した清水アキラが設立した事務所である。
後にフジテレビの『発表!日本ものまね大賞』に出演したレイパー佐藤（現在は退所）・斉藤ルミ子も本事務所に所属し、芸能界デビューを果たした。

## 主な所属タレント
- 清水アキラ
- CHAPPY（業務提携）
- 斉藤ルミ子（業務提携）
- 堀江淳（業務提携）
- 美里里美

### 過去の所属タレント
- あご勇（元ザ・ハンダース）
- 清水良太郎
- ジェニーいとう
- レイパー佐藤
- 後川清